# Robert de Montessus de Ballore
Robert de Montessus de Ballore   (Villeurbanne, 20 de maig de 1870 - Arcaishon, 26 de gener de 1937) va ser un matemàtic francès.

## Vida i obra
Nascut als afores de Lió, fill d'una aristocràtica família de Borgonya, va cursar els estudis secundaris a Saint-Étienne (Loira). El 1889, en tenir dificultats econòmiques la família, s'allista a l'exèrcit que deixa el 1893 per una feina al ferrocarril de París-Lió-Mediterrani. El 1895 és nomenat professor del col·legi jesuïta d'Évreux on coneix Robert d'Adhémar, amb qui mantindrà una gran amistat. Comença els seus estudis per graduar-se, tot i continuar donant classes de matemàtiques als col·legis d'Yzeure i de Senlis. El 1901 obté la graduació en ciències i matemàtiques a la Sorbona i comença immediatament la tesi doctoral dirigida per Paul Appell. El 1905 aconsegueix el doctorat amb una tesi sobre funcions algebraiques contínues.
A partir de 1902 va ser professor de la universitat catòlica de Lilla, a instàncies de Robert d'Adhémar, que també era professor allà. Però durant la primera guerra mundial s'allunya de la ciutat i aconsegueix donar algunes classes a la universitat de París. Acabada la guerra, es troba sense feina a Lilla, que ha estat molt castigada per les bombes, i el 1924 troba un lloc de treball a la Oficina Nacional de Meteorologia de París, càrrec que tindrà fins a la seva mort.
La seva obra matemàtica està composta per una seixantena d'articles i una desena de llibres. Els temes en els que va fer aportacions més originals van ser els aproximants de Padé, resolució d'equacions, funcions el·líptiques i el càlcul de probabilitats.
Al final de la seva vida, va emprendre la tasca de publicar un Index Generalis que recollís tots els coneixements científics publicats durant l'any. La seva filla encara va dirigir les edicions d'alguns anys posteriors a la seva mort.